# Wowkowe (Pokrowsk)
Wowkowe (ukrainisch: Вовкове) ist ein Ort im Rajon Pokrowsk im Oblast Donezk in der Ukraine. Er ist seit Januar 2025 durch Russland besetzt.

## Demografie
Die Muttersprachen der Einwohner verteilen sich gemäß dem Zensus aus dem Jahr 2001 wie folgt:
- Ukrainisch 69,57 %
- Russisch 30,43 %